# Grand Prix Bahrajnu 2017
Grand Prix Bahrajnu 2017 (oficiálně 2017 Formula 1 Gulf Air Bahrain Grand Prix)) se jela na okruhu Bahrain International Circuit nedaleko města Sachír v Bahrajnu dne 16. dubna 2017. Závod byl třetím v pořadí v sezóně 2017 šampionátu Formule 1.

## Kvalifikace
| Poř.                       | No. | Jezdec            | Konstruktér               | Časy v kvalifikaci | Časy v kvalifikaci | Časy v kvalifikaci | Pořadí na startu |
| Poř.                       | No. | Jezdec            | Konstruktér               | Q1                 | Q2                 | Q3                 | Pořadí na startu |
| -------------------------- | --- | ----------------- | ------------------------- | ------------------ | ------------------ | ------------------ | ---------------- |
| 1                          | 77  | Valtteri Bottas   | Mercedes                  | 1:31.041           | 1:29.555           | 1:28.769           | 1                |
| 2                          | 44  | Lewis Hamilton    | Mercedes                  | 1:30.814           | 1:29.535           | 1:28.792           | 2                |
| 3                          | 5   | Sebastian Vettel  | Ferrari                   | 1:31.037           | 1:29.596           | 1:29.247           | 3                |
| 4                          | 3   | Daniel Ricciardo  | Red Bull Racing-TAG Heuer | 1:31.667           | 1:30.497           | 1:29.545           | 4                |
| 5                          | 7   | Kimi Räikkönen    | Ferrari                   | 1:30.988           | 1:29.843           | 1:29.567           | 5                |
| 6                          | 33  | Max Verstappen    | Red Bull Racing-TAG Heuer | 1:30.904           | 1:30.307           | 1:29.687           | 6                |
| 7                          | 27  | Nico Hülkenberg   | Renault                   | 1:31.057           | 1:30.169           | 1:29.842           | 7                |
| 8                          | 19  | Felipe Massa      | Williams-Mercedes         | 1:31.373           | 1:30.677           | 1:30.074           | 8                |
| 9                          | 8   | Romain Grosjean   | Haas-Ferrari              | 1:31.691           | 1:30.857           | 1:30.763           | 9                |
| 10                         | 30  | Jolyon Palmer     | Renault                   | 1:31.458           | 1:30.899           | 1:31.074           | 10               |
| 11                         | 26  | Daniil Kvjat      | Toro Rosso                | 1:31.531           | 1:30.923           |                    | 11               |
| 12                         | 18  | Lance Stroll      | Williams-Mercedes         | 1:31.748           | 1:31.168           |                    | 12               |
| 13                         | 94  | Pascal Wehrlein   | Sauber-Ferrari            | 1:31.995           | 1:31.414           |                    | 13               |
| 14                         | 31  | Esteban Ocon      | Force India-Mercedes      | 1:31.774           | 1:31.684           |                    | 14               |
| 15                         | 14  | Fernando Alonso   | McLaren-Honda             | 1:32.054           | bez času           |                    | 15               |
| 16                         | 55  | Carlos Sainz Jr.  | Toro Rosso                | 1:32.118           |                    |                    | 16               |
| 17                         | 2   | Stoffel Vandoorne | McLaren-Honda             | 1:32.313           |                    |                    | 17               |
| 18                         | 11  | Sergio Pérez      | Force India-Mercedes      | 1:32.318           |                    |                    | 18               |
| 19                         | 9   | Marcus Ericsson   | Sauber-Ferrari            | 1:32.543           |                    |                    | 19               |
| 20                         | 20  | Kevin Magnussen   | Haas-Ferrari              | 1:32.900           |                    |                    | 20               |
| 107% času vítěze: 1:37.170 |     |                   |                           |                    |                    |                    |                  |
| Zdroj:                     |     |                   |                           |                    |                    |                    |                  |

## Závod
| Poř.   | No. | Jezdec            | Konstruktér               | Počet kol | Čas/Odstoupení   | Pořadí na startu | Body |
| ------ | --- | ----------------- | ------------------------- | --------- | ---------------- | ---------------- | ---- |
| 1      | 5   | Sebastian Vettel  | Ferrari                   | 57        | 1:33:53.374      | 3                | 25   |
| 2      | 44  | Lewis Hamilton    | Mercedes                  | 57        | +6.660           | 2                | 18   |
| 3      | 77  | Valtteri Bottas   | Mercedes                  | 57        | +20.397          | 1                | 15   |
| 4      | 7   | Kimi Räikkönen    | Ferrari                   | 57        | +22.475          | 5                | 12   |
| 5      | 3   | Daniel Ricciardo  | Red Bull Racing-TAG Heuer | 57        | +39.346          | 4                | 10   |
| 6      | 19  | Felipe Massa      | Williams-Mercedes         | 57        | +54.326          | 8                | 8    |
| 7      | 11  | Sergio Pérez      | Force India-Mercedes      | 57        | +1:02.606        | 18               | 6    |
| 8      | 8   | Romain Grosjean   | Haas-Ferrari              | 57        | +1:14.865        | 9                | 4    |
| 9      | 27  | Nico Hülkenberg   | Renault                   | 57        | +1:20.188        | 7                | 2    |
| 10     | 31  | Esteban Ocon      | Force India-Mercedes      | 57        | +1:35.711        | 14               | 1    |
| 11     | 94  | Pascal Wehrlein   | Sauber-Ferrari            | 56        | +1 kolo          | 13               |      |
| 12     | 26  | Daniil Kvjat      | Toro Rosso                | 56        | +1 kolo          | 11               |      |
| 13     | 30  | Jolyon Palmer     | Renault                   | 56        | +1 kolo          | 10               |      |
| 14     | 14  | Fernando Alonso   | McLaren-Honda             | 54        | Pohonná jednotka | 15               |      |
| Ret    | 9   | Marcus Ericsson   | Sauber-Ferrari            | 50        | Převodovka       | 19               |      |
| Ret    | 55  | Carlos Sainz Jr.  | Toro Rosso                | 12        | Kolize           | 16               |      |
| Ret    | 18  | Lance Stroll      | Williams-Mercedes         | 12        | Kolize           | 12               |      |
| Ret    | 33  | Max Verstappen    | Red Bull Racing-TAG Heuer | 11        | Selhání brzd     | 6                |      |
| Ret    | 20  | Kevin Magnussen   | Haas-Ferrari              | 8         | Elektronika      | 20               |      |
| DNS    | 2   | Stoffel Vandoorne | McLaren-Honda             | 0         | Tlak vody        | —                |      |
| Zdroj: |     |                   |                           |           |                  |                  |      |

Poznámky
1. ↑  Fernando Alonso odstoupil ze závodu, ale byl klasifikován, protože odjel více než 90 % délky závodu.
2. ↑  Stoffel Vandoorne do závodu vůbec neodstartoval, protože se svým vozem nedojel na start kvůli poruše na pohonné jednotce.

## Průběžné pořadí po závodě
Pohár jezdců
|   | Pořadí | Jezdec           | Body |
| - | ------ | ---------------- | ---- |
|   | 1      | Sebastian Vettel | 68   |
|   | 2      | Lewis Hamilton   | 61   |
| 1 | 3      | Valtteri Bottas  | 38   |
| 1 | 4      | Kimi Räikkönen   | 34   |
| 2 | 5      | Max Verstappen   | 25   |

Pohár konstruktérů
|   | Pořadí | Konstruktér               | Body |
| - | ------ | ------------------------- | ---- |
| 1 | 1      | Ferrari                   | 102  |
| 1 | 2      | Mercedes                  | 99   |
|   | 3      | Red Bull Racing-TAG Heuer | 47   |
| 1 | 4      | Force India-Mercedes      | 17   |
| 1 | 5      | Williams-Mercedes         | 16   |